# 자우지 파만지 국제공항
자우지 파만지 국제공항(영어: Dzaoudzi Pamandzi International Airport)은 프랑스의 해외 레지옹 마요트 자우지에 위치한 공항으로 현재 대형 비행기를 수용하기 위해 활주로가 건설되고 있다. 2015년에 건설이 완공되면 새로운 활주로와 터미널이 개장될 것이다.

## 운항 노선

### 국제선
| 항공사            | 목적지                                               |
| ----------------- | ---------------------------------------------------- |
| 에어 오스트랄     | 마하장가, 모로니, 노지베                             |
| 에어 마다가스카르 | 안타리나리보, 안트시라나나, 마하장가                 |
| 코로모스 항공     | 모로니, 앙주앙                                       |
| 에와 항공         | 앙주앙, 다르에스살람, 마하장가, 모로니, 노지베, 펨바 |
| 케냐 항공         | 나이로비(조모케냐타)                                 |

### 국내선
| 항공사               | 목적지                     |
| -------------------- | -------------------------- |
| 에어 오스트랄        | 생드니                     |
| 코스에어 국제항공    | 파리(오를리)               |
| XL 에어웨이즈 프랑스 | 마르세유, 파리(샤를 드 골) |

## 시설
이 공항은 현지 시간 오전 5시부터 오후 5시 30분까지 운영한다.
공항 쪽에 작은 빌딩이 위치해 있다:
- 2층 항공편 터미널 빌딩
- 도착 터미널
- 컨트롤 타워
- 건물 남쪽에 화물 격납고가 위치해 있다.

공항 내에 비행기 한 대를 수용할 수 있는 다섯 개의 최신형 보급선이 존재한다(카마이클 코브라 2 6x6 ARFF).
이 공항의 경우 격납고가 크지 않아 적재 처리 시설이 부족하다.
공항 남쪽에 프랑스 군사 전용 계류장을 보유하고 있다.

## 연계 교통

### 도로 교통
- 자동차
- 택시